# Острув-Велькопольський
Острув Велькопольский (пол. Ostrów Wielkopolski, нім. Ostrowo) — місто в Польщі, на річці Олобок. Через місто проходить вододіл між басейнами Одри та Варти.

В цьому місті народився Едмунд Дальбор — примас Польщі у 1915-1926 роках.

## Демографія
Демографічна структура станом на 31 березня 2011 року:
|          | Загалом | Допрацездатний вік | Працездатний вік | Постпрацездатний вік |
| -------- | ------- | ------------------ | ---------------- | -------------------- |
| Чоловіки | 34878   | 6279               | 24774            | 3825                 |
| Жінки    | 37932   | 6014               | 22747            | 9171                 |
| Разом    | 72810   | 12293              | 47521            | 12996                |